# Greatest Hits Vol. 2 (album)
Greatest Hits Vol. 2 – drugi album zespołu The Cockney Rejects wydany w 1980 przez wytwórnię EMI.

## Utwory
1. "War on the Terraces" – 2:39
2. "In the Underworld" – 2:46
3. "Oi! Oi! Oi!" – 3:26
4. "Hate of the City" – 3:05
5. "With the Boys" – 2:20
6. "Urban Guerilla" – 2:13
7. "The Rocker" – 2:32
8. "The Greatest Cockney Rip Off" – 2:11
9. "Sitting in a Cell" – 2:49
10. "On the Waterfront" – 3:55
11. "We Can Do Anything" – 2:34
12. "It's Alright" – 2:22
13. "Subculture" – 1:25
14. "Blockbuster" – 4:50
15. "15 Nights" – 2:23
16. "We Are the Firm" – 3:43

## Skład
- Jeff "Stinky" Turner – wokal
- Mick Geggus – gitara, wokal
- Vince Riodan – gitara basowa, wokal
- Nigel Woolf – perkusja